# フィリップ・ライナグル
フィリップ・ライナグル（Philip Reinagle RA ,、1749年 – 1833年11月27日）はイギリスの画家である。動物画や狩りの情景、風景画や植物画を描いた。

## 略歴
エディンバラで生まれた。父親はハンガリー出身の音楽家であった。1769年にロイヤル・アカデミー・オブ・アーツの美術学校に入学し、後に、肖像画家アラン・ラムゼーの弟子になり、ラムゼーが王室のメンバーの肖像画を描くのを助手として助けた。
1773年にロイヤル・アカデミーの展覧会に出展し、1785年まではほとんど肖像画だけを描いていたが、肖像画にあきて動物画を描くようになった。猟犬や鳥、猟の獲物を描くことによって人気を得たが、展覧会にはその頃は風景画を出展していた。1787年にアカデミーの準会員に選ばれたが、正会員になれたのは25年もたった1812年である。ロンドンの民間展覧会「British Institution」にもしばしば出展した。
オランダの巨匠の作品の模写にも優れ、家畜の絵を描いたパウルス・ポッテルや風景画家のヤーコプ・ファン・ロイスダール、メインデルト・ホッベマなどの作品の模写を残した。ロバート・ジョン・ソーントンが編集した植物学の豪華本『カルロス・フォン・リンネウスのセクシャル・システム新図解』(A New Illustration of the Sexual System of Carolus Von Linnæus:1799–1807)や『植物学のフィロソフィー』(Philosophy of Botany : 1809–1810)の図版を描いた画家の一人である。書籍のイラストレーションの分野ではウィリアム・タプリンの猟犬に関する著書、『スポーツマンズ・キャビネット』(Sportsman's Cabinet:1803)でライナグルが図版を描き、ジョン・スコットが版画にした作品が最も評価が高い。ロンドンで没した。
1771年に結婚し、9人の娘と2人の息子が生まれた。息子の一人ラムゼー・リチャード・ライナグル(Ramsay Richard Reinagle: 1775–1862)も画家になり、肖像画や動物画を描いた。

## 作品

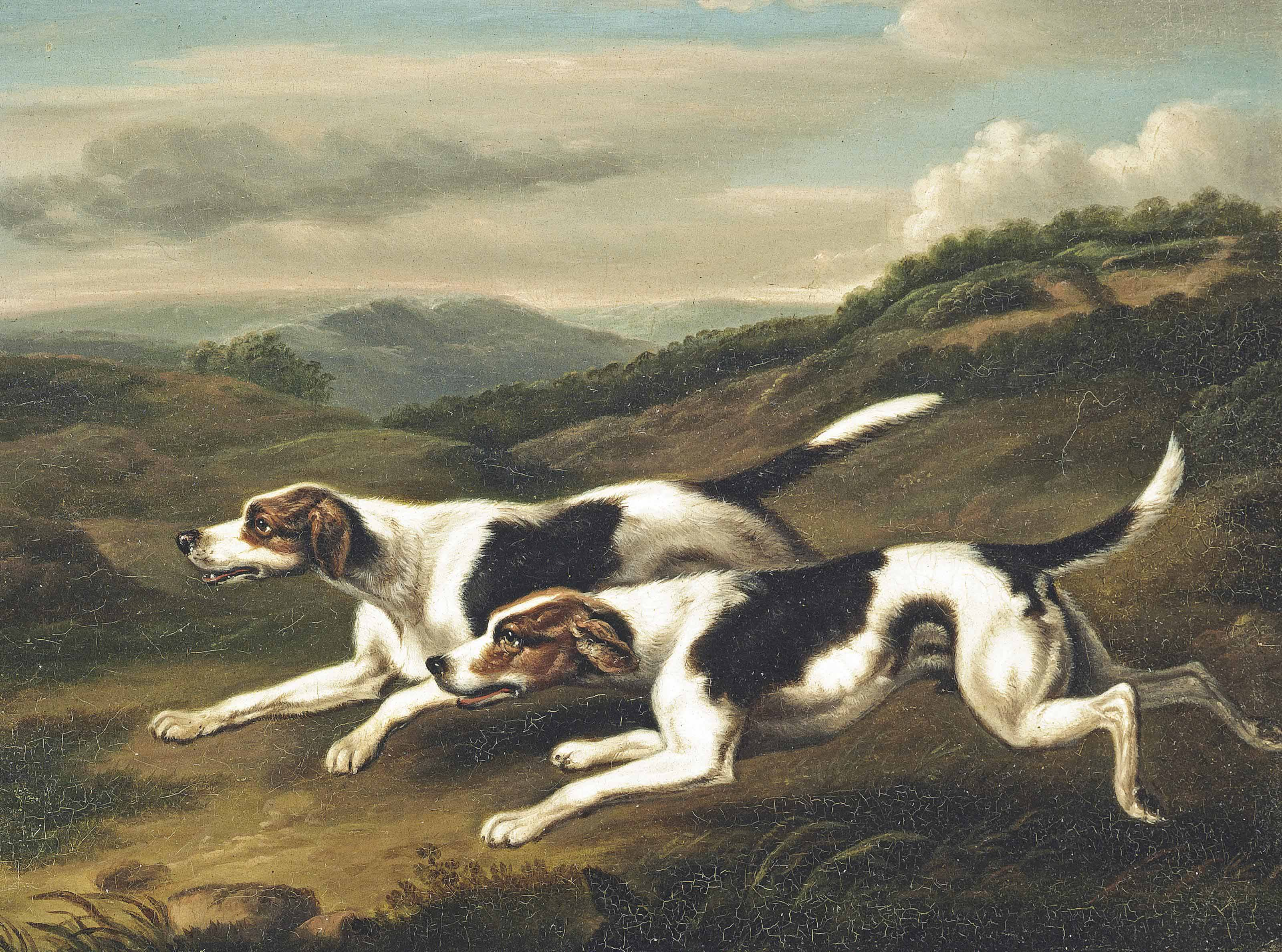
狐狩り
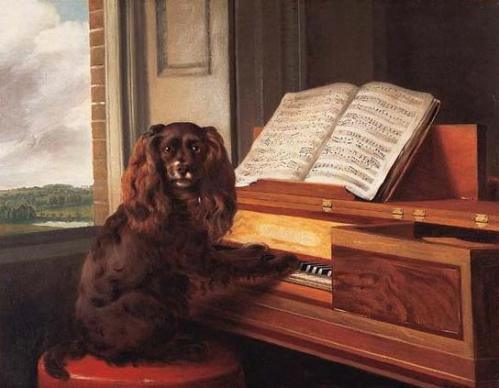
ピアノを弾く犬 (1805)
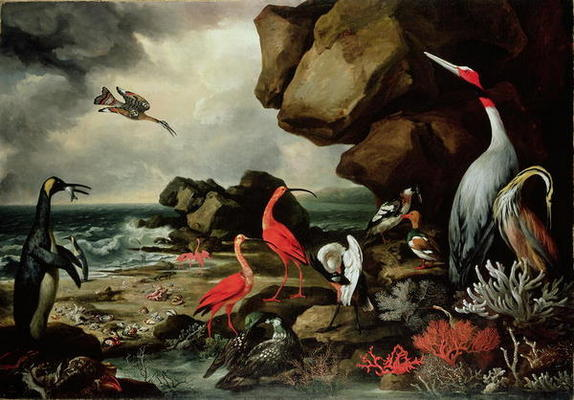
いろいろな鳥

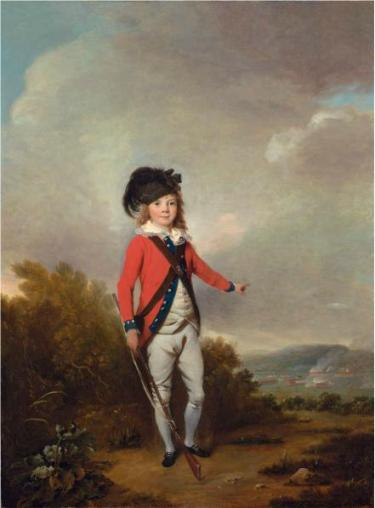
John Dalling-軍人　(c.1780)
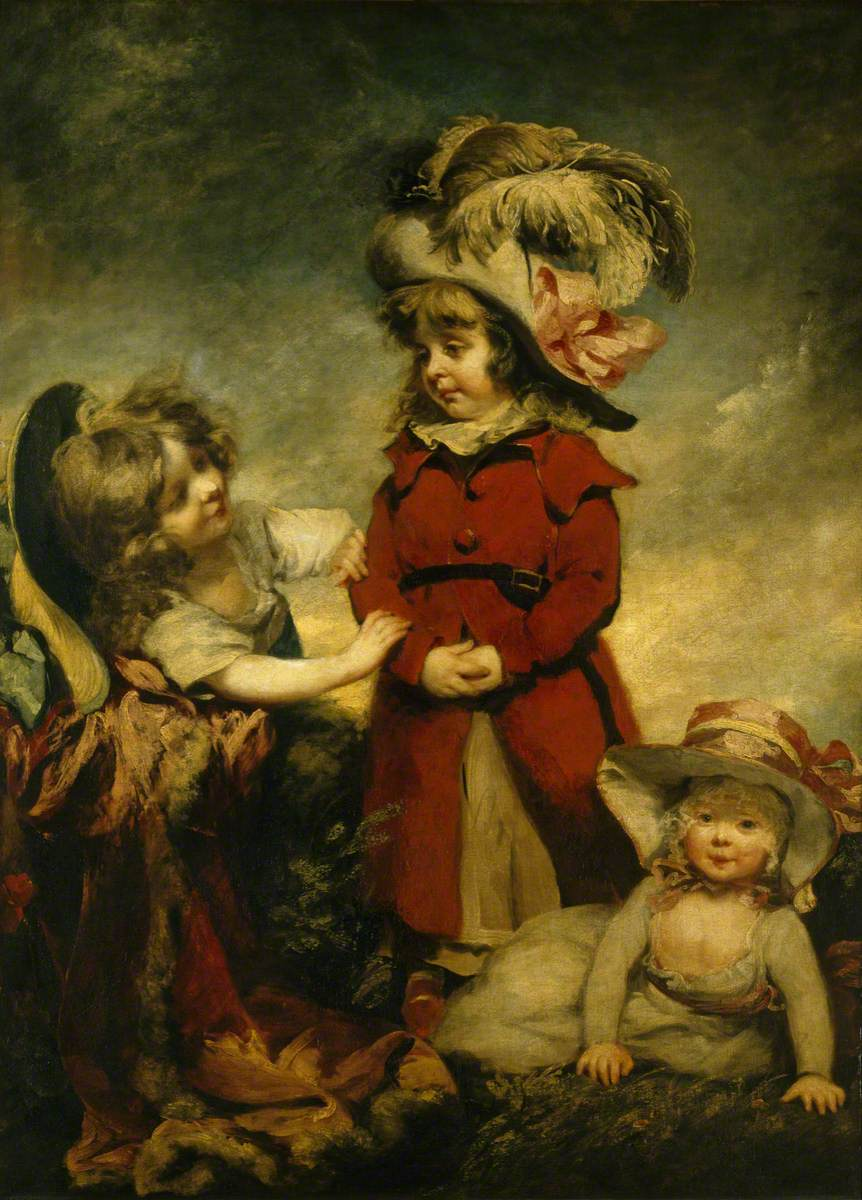
おしゃれをした子供
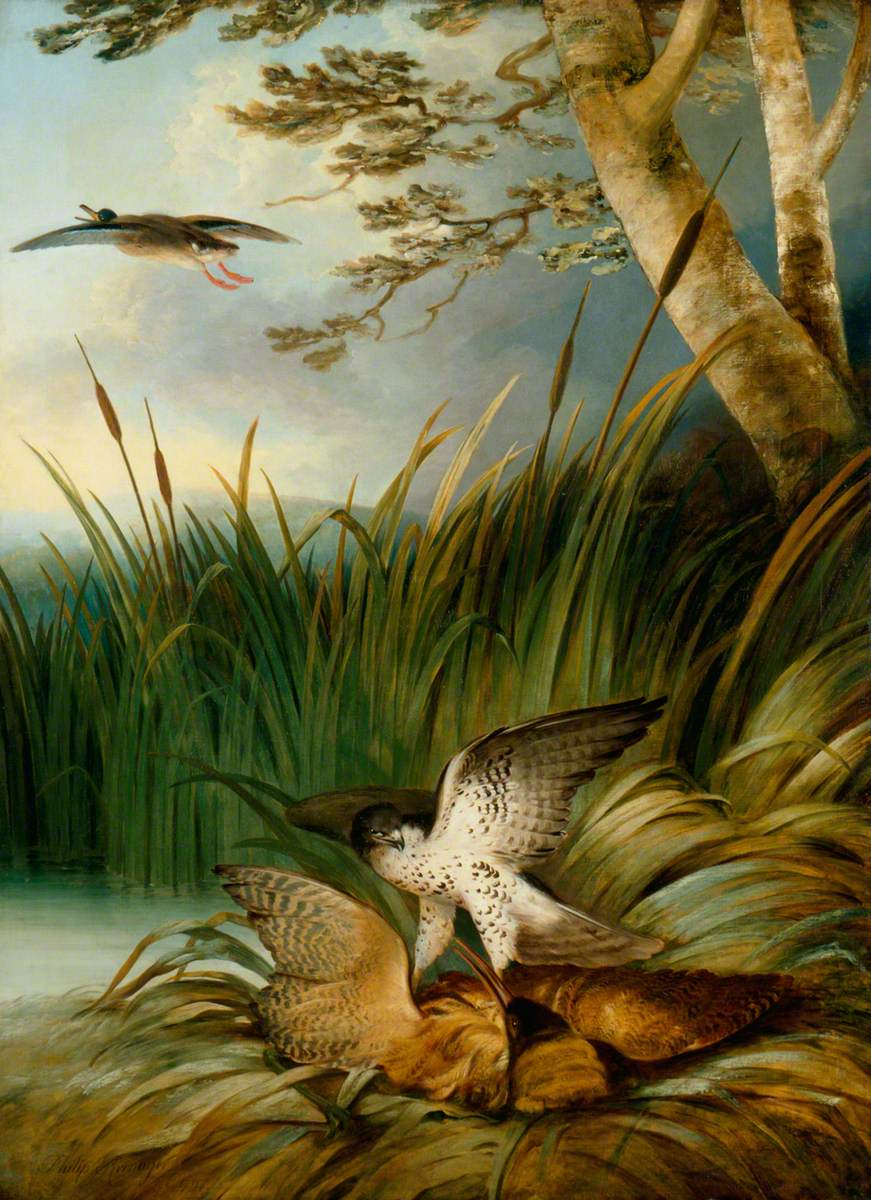
サギを仕留めたハリアー (1797)
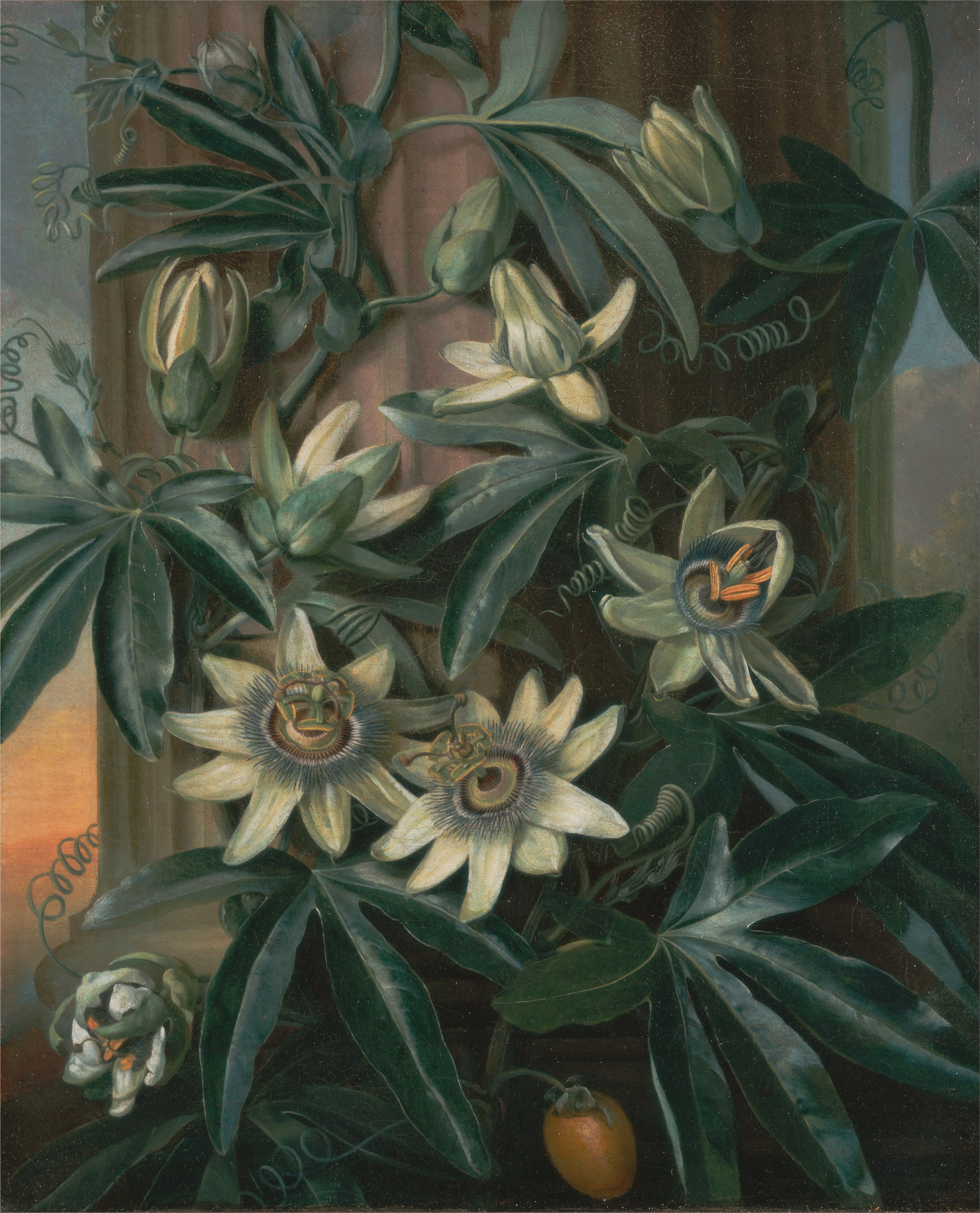
植物本の図版